# آنیا (خواننده)
آنا "آنیا" دومبرووْسکا (لهستانی: Anna Monika "Ania" Dąbrowska؛ [ˈaɲa dɔmˈbrɔvska]؛ زادهٔ ۷ ژانویهٔ ۱۹۸۱) مشهور به آنیا (لهستانی: Ania؛ [ˈaɲa]) یک خواننده، ترانه‌سرا، تهیه‌کننده موسیقی و آهنگساز اهل لهستان است.
او تا سال ۲۰۱۱ میلادی، بیش از ۲۰۰٬۰۰۰ نسخه آلبوم در لهستان فروخته بود.